# 战锁
《战锁》是由Bits Studios开发，任天堂发行的即时战略游戏，适用于Game Boy Color平台，于2000年在北美发行。玩家可选择人类或野兽阵营，每个阵营均有12个任务，玩家可完成这些任务，以收集资源、建造堡垒、管理部队，最终击败敌方的部队。
《战锁》的音乐由傑羅恩·特爾创作。批评界对该游戏的评价普遍积极，有评论家注意到它是唯一一款掌上电脑实时战略游戏。该游戏于2000年获得了《IGN》的“最佳Game Boy策略游戏”奖。尽管获得了多项奖项，其销量却很低。Bits Studios还计划在Game Boy Advance上推出名为《巫师》（Wizards）的续篇，但最终取消了该计划。

## 玩法

《战锁》的游戏画面

《战锁》是一款即时战略游戏。游戏分为人类和野兽分为两大阵营，玩家需打败敌对的阵营。游戏共有24项任务，每个阵营各12项。玩家视角为俯视视角，游戏有森林、冻土等多种场景。战场上笼罩着“战争迷雾”，当士兵被派往该地区后，迷雾就会消散，并显露出下方的地形。两个阵营都有多种士兵，如弓箭手和巫师。其中巫师有27种，每种都有其对应的特殊能力，例如给对方士兵带来瘟疫、把他们变成鸡等。玩家可使用Game Boy Color和游戏连接电缆进行双人游戏。

## 制作与发行
《战锁》由英国公司Bits Studios开发，任天堂发行。游戏制作人为迪伦·比尔（Dylan Beale）；游戏由史蒂芬·克拉克（Steven Clark）编程，他是Bits Studios主要的程序员，包揽Bits Studios的所有游戏；马丁·惠勒（Martin Wheeler）是游戏设计师和游戏美工；音乐由傑羅恩·特爾创作，他自康懋达64时就开始就为游戏制作音乐和声音。《战锁》于1999年初开始制作，制作耗时约一年，比尔称游戏的制作受到了《魔兽争霸》的启发。克拉克表示，他1999年初与Bits Studios的所有者Foo Katan的一次会议上首次听说了为Game Boy Color制作即时战略游戏的想法。
Game Boy Color的限制是游戏开发中的一大挑战。比尔认为即时战略游戏一般在电脑上运行，将其开发于按钮有限的Game Boy Color平台本身就具有挑战性。系统不能在屏幕的同一行上显示超过10个精灵图，但由于《战锁》的每个单元都是由2乘2个精灵图组成，因此马丁·惠勒选择当角色不动时，将精灵图变成背景图块（background tile）以显示超过五个单元。迪伦表示《战锁》的AI路径和屏幕上的许多单元使其在技术上具有挑战性，他还指出，编程上最大的挑战是让游戏运行得足够快，同时确保AI有足够的能力。游戏的控制系统只用到两到四个按钮和方向键，比尔称这可使玩家不必求助于会破坏游戏流程的繁琐文本菜单。音乐方面，特爾表示正常的采样有16位元或8位元的动态范围，一般可以使用65536或256个不同的音量位置（volume-position）来存储，由于Game Boy只有8个不同的音量位置，特爾不得不将样本压缩到尽可能大的水平。
游戏玩法方面，比尔表示游戏将即时战略类型与收集和交易系统结合，玩家不可能单独在游戏中集齐所有的巫师，玩家可以在多人游戏中与其他玩家进行以巫师换巫师的交易，此外建立一支军队击败对手也可以收集其所有巫师，比尔认为这很好地增加了重玩价值。惠勒指出，每种巫师都有其特殊能力是结合了宝可梦的元素。
《战锁》于2000年6月由任天堂在金普顿弗朗西斯·德雷克爵士酒店公开，并供游戏记者试玩。游戏于2000年7月24日在美国独家发行于Game Boy Color平台。

## 反响
《战锁》在评论汇总媒体GameRankings上获得了86%的总分。评论员们将该游戏与魔兽系列和命令与征服系列进行了比较。Daily Radar的贾斯汀·惠利奇（Justin Whirledge）指出，这是唯一一款适用于Game Boy Color的即时战略游戏，称它是一种“享受”，并赞扬了游戏的深度和多人游戏选项。他还称它非常容易上手，甚至会吸引休闲游戏玩家。《Nintendojo》的舒勒·利斯塔德（Schuyler Lystad）认为这是他在该系统上玩过的最好的游戏，并给游戏打了满分。《任天堂力量》的评论员认为它很好地向人们介绍了即时战略类型的游戏 。
《Game Informer》的安迪·麦克纳马拉（Andy McNamara）虽批评游戏的动作缓慢，但对其游戏性给予了赞扬。GameSpot的杰夫·格斯特曼给出的评价则没有那么积极，他批评了游戏的控制方式以及选择和取消选择单位的困难。格斯特曼还认为游戏太简单了，太像《魔兽》了，即时战略游戏的爱好者不会玩很久。尽管如此，他还是称该游戏相当不错，并赞扬它克服了Game Boy Color上的限制。IGN为该游戏颁发了2000年“Best Game Boy Strategy”奖。
该游戏的回顾性的评论也是积极的。《Digitally Downloaded》的马特·塞恩斯伯里（Matt Sainsbury）对其多人游戏模式给予了赞扬。《Hardcore Gaming 101》的约书亚·扬凯维茨（Joshua Jankiewicz）认为这是Bits Studios制作一款伟大的Game Boy Color游戏的壮举。2009年，IGN将该游戏列为他们希望在假想的任天堂DSiVirtual Console平台上看到的游戏，部分原因是其即时战略界面。虽然受到了积极的反响，游戏的销量却很低。

## 后续
尽管这款游戏的销量不高，Bits Studios仍试图制作该游戏的续篇，名为《巫师》（Wizards）。该游戏将开发于Game Boy Advance平台，并支持四人游戏，具有例如夺旗的游戏模式。该游戏原定于2003年发行，但由于缺乏发行商而被取消，尽管续篇的截图已被展示。该工作室后来继续为其他游戏机制作游戏，如分别为PlayStation 2和Xbox制作的《永不放弃：复仇》和《君士坦丁》，以及《流氓行动》。然而，这些游戏的反响冷淡，导致工作室的母公司PlayWize在2008年将其出售。